# Рам
Рам е средновековна крепост над едноименното село Рам в Източна Сърбия, намиращо се на десния бряг на реката, на км 1077 от влива на Дунав в Черно море.
Укреплението се споменава за първи път през 1128 г. във връзка с победата на византийците, нанесена над унгарците в района на средновековната българска Браничевска област.
В сегашния си вид крепостта е изградена в периода 1480 – 1512 г., като е завършена в края на управлението на султан Баязид II. Числи се към типа крепости от времето на прехода от хладните към огнестрелните оръжия. Крепостните стени образуват многоъгълник с пет кули по ъглите. Под селото се намира голяма каменоломна.
На другия (ляв) бряг на Дунава срещу Рам се издига друга крепост – Харам.